# Pierre Daunou
Pierre Claude François Daunou (Boulogne Sur Mer, 18 de agosto de 1761 - París, 20 de junio de 1840), fue un  archivista e historiador francés, secretario perpetuo de la Academia de Inscripciones y Lenguas Antiguas.

## Biografía
Procedente de una familia que fue protestante en el siglo XVII, hijo de Pierre Daunou, cirujano en Boulogne Sur Mer y de Marie- Antoinette- Péronne Sauzet, Pierre Danou era estudiante y profesor en Oratorianos. Ordenado sacerdote en 1787, fue profesor de bellas letras, filosofía y teología en varias universidades de los Oratorianos. Había publicado un discurso sobre la influencia literaria de Boileau (1787) que fue coronado por la Academia de Nîmes, y la Memoria sobre el origen, el alcance y los límites de la autoridad paterna (1788), que fue distinguido por la Academia de Berlín.

### Compromiso político
Durante la Revolución Francesa, abrazó las nuevas ideas, y habiendo tomado partido por la Constitución Civil del Clero, se convirtió en vicario general del obispo constitucional del Pas-de-Calais (1791).
El 9 de septiembre de 1792,  el departamento lo invitó a participar en la Convención, donde se distinguió por su moderación. Opuesto a la comparecencia de Luis XVI, publicó Consideraciones sobre el juicio de Luis XVI, y por su propia moderación, votó, el 20 de enero de 1793, a favor de la pena de prisión hasta que volviese la paz, seguido por la deportación del rey. Trazó un amplio programa de educación pública y presentó una moción de orden en el trabajo de elaboración de la constitución (abril de 1793).
Su protesta contra la detención de los Girondinos provocó su encarcelamiento - con otros 72 convencionalistas - el 3 de octubre de 1793. Salió de la cárcel el 24 de octubre de 1794, después del 9 de Termido (calendario revolucionario). Una vez libre, retomó su lugar en la convención termidoriana, donde fue uno de los once diputados responsables de la redacción de la Constitución del año III (1795).
Presentó un informe "sobre las maneras de dar más intensidad al gobierno", defendió el informe sobre la ley electoral, en la educación pública y la organización del Instituto de Francia. La ley de 3 de Brumario del año IV de la educación pública es llamada ley Daunou.
Secretario de la Convención el primer nivoso del año III (21 de diciembre de 1794), presidente de la Asamblea el 18 de noviembre del año III (5 de agosto de 1795), fue nombrado miembro del Instituto el 29 de febrero del año IV (20 de noviembre de 1795) y entró el 23 de vendimiario (14 de octubre de 1796) en el Consejo de los Quinientos, del que fue nombrado secretario el 1 Germinal Año V (21 de marzo de 1797) y presidente el 3 de Fructidor Año VI (20 de agosto de 1798) después de ser reelegido por el departamento de Pas-de-Calais, el 23 de julio año VI (12 de abril de 1798).
Se encargó de las cuestiones de la educación pública, de la organización de la Corte Suprema, de la represión de los delitos de prensa, de la ley electoral, etc. Fue enviado en una misión a Roma en 1798 tras el asesinato del general Duphot donde redactó la Constitución de la República romana. Al mismo tiempo, fue nombrado director de la Biblioteca de Sainte-Geneviève.

### Bajo el consulado y el imperio
Ingresó en Francia en el momento del golpe de Estado del 18 de febrero, colaboró y formó parte el 19 de febrero del año VIII ( 10 de noviembre de 1799) del comité provisional de la legislatura y contribuyó a la redacción de la Constitución del año VIII. Publicó, a petición de Bonaparte, un ensayo histórico sobre el poder temporal de los Papas (1799).
Llamado al Consejo de Estado el 3 de abril año VIII (24 de diciembre de 1799), se negó a esta entrada y al día siguiente fue al tribunal, del que se convirtió en presidente. Su actitud fue juzgada por ser demasiado independentista , sus discursos en contra de la autoridad excesiva de los prefectos y la organización de los tribunales especiales, se entiende como la  "ideología" en la primera fase a partir de 1802.
Se negó de nuevo al Consejo de Estado, y la dirección de la instrucción pública, y aceptó únicamente las funciones de archivista del cuerpo legislativo el 24 de marzo XIII (15 de diciembre de 1804) para sustituir a Camus y Cruz de Caballero de la Legión de honor (1810).
Por demasiado independiente de mente para seguir cuidando la política, se dedicó desde la organización de bibliotecas y archivos, y en 1804 se convirtió en general Guardián de los Archivos del Imperio y censor imperial en 1810.

### En proceso de restauración

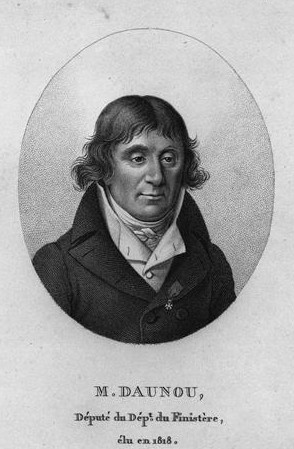

Amenazado en diciembre de 1815 por el conde de Vaublanc de ser privado de sus funciones a los archivos, escribió al ministro que "él atribuye opiniones que nunca había tenido."  Con el tiempo pierde su cargo el 23 de febrero de 1816 (que le fue restaurada en 1830), pero en 1819 fue elegido profesor en el Colegio de Francia en la historia y el púlpito moral. Sus enseñanzas, llenas de erudición sólida y una crítica ingeniosa, fueron muy concurridas. También se convirtió en editor del Journal des savants.
Elegido por el departamento de Finisterre universidad el 25 de marzo de 1819 en remplazamiento de Manuel quien optó por la Vendée, y se sentó en la oposición constitucional. Salió de la Habitación a la renovación de 1820 y volvió allí el 21 de abril de 1828, enviado por los votantes del distrito 1 de Finisterre (Brest)  en sustitución del conde de Kératry, que había optado por Les Sables d'Olonne . Firmó la dirección de 221 contra el ministerio Polignac y fue reelegido 23 de junio de 1830.

### Bajo la monarquía de Julio
Después de los Tres Gloriosos, la monarquía de Julio en 1830 le dio sus funciones del Archivo general de la Guardia que ocupó hasta su muerte en 1840 y donde dejó una marca de tal manera que habla hoy de "sillón de Daunou "para referirse a la posición de Director de los Archivos.
Tras su nombramiento a los Archivos, Daunou había obtenido la confirmación de sus electores de su mandato como diputado el 21 de octubre de 1830, y obtenido la renovación el 5 de julio de 1831. Se desempeñó hasta 1834 las elecciones y presentado a la Cámara de Diputados varios informes, entre otros sobre la educación primaria (diciembre de 1831).
Miembro de la Academia de Ciencias Morales y Políticas en su reorganización en 1832, se convirtió en secretario perpetuo de la Academia de Inscripciones y Bellas Letras (1838) y fue elevado a la dignidad de Francia (7 de noviembre de 1839) mucho antes de su muerte

## Obras
Entre las muchas publicaciones de Daunou incluye:
- A partir de la influencia de Boileau en la literatura francesa, 1787
- Alcance y límites de la patria potestad, 1788
- Ensayo histórico sobre el poder temporal de los papas, 1799
- Continuación de la Historia de Polonia de Claude-Carloman de Rulhière, 1807
- Continuación de la colección de Historiadores de Francia, el trabajo iniciado por el benedictino Dom Bouquet, y de la Historia Literaria de Francia
- Carta sobre el Estado de las letras, siglo XIII (Ducrocq, 1860)
- Prueba de garantía individuales exigidas por el estado actual de la sociedad, 1819

También publicó muchas ediciones , con referencias a diversos autores, como:
- Nicolas Boileau, 1809 ;
- Marie-Joseph Chénier, 1811 ;
- Jean-François de La Harpe, 1826.

Él dejó un Curso de estudios históricos, publicado después de su muerte por Alphonse-Honoré Taillandier y Gorré (1842-49, 20 vol in-8.): Este libro, fruto de las lecciones que él hacía en el Colegio de Francia, se ocupa de la "manera de escribir la historia, los recursos de la crítica histórica."

## Sentencias y homenajes

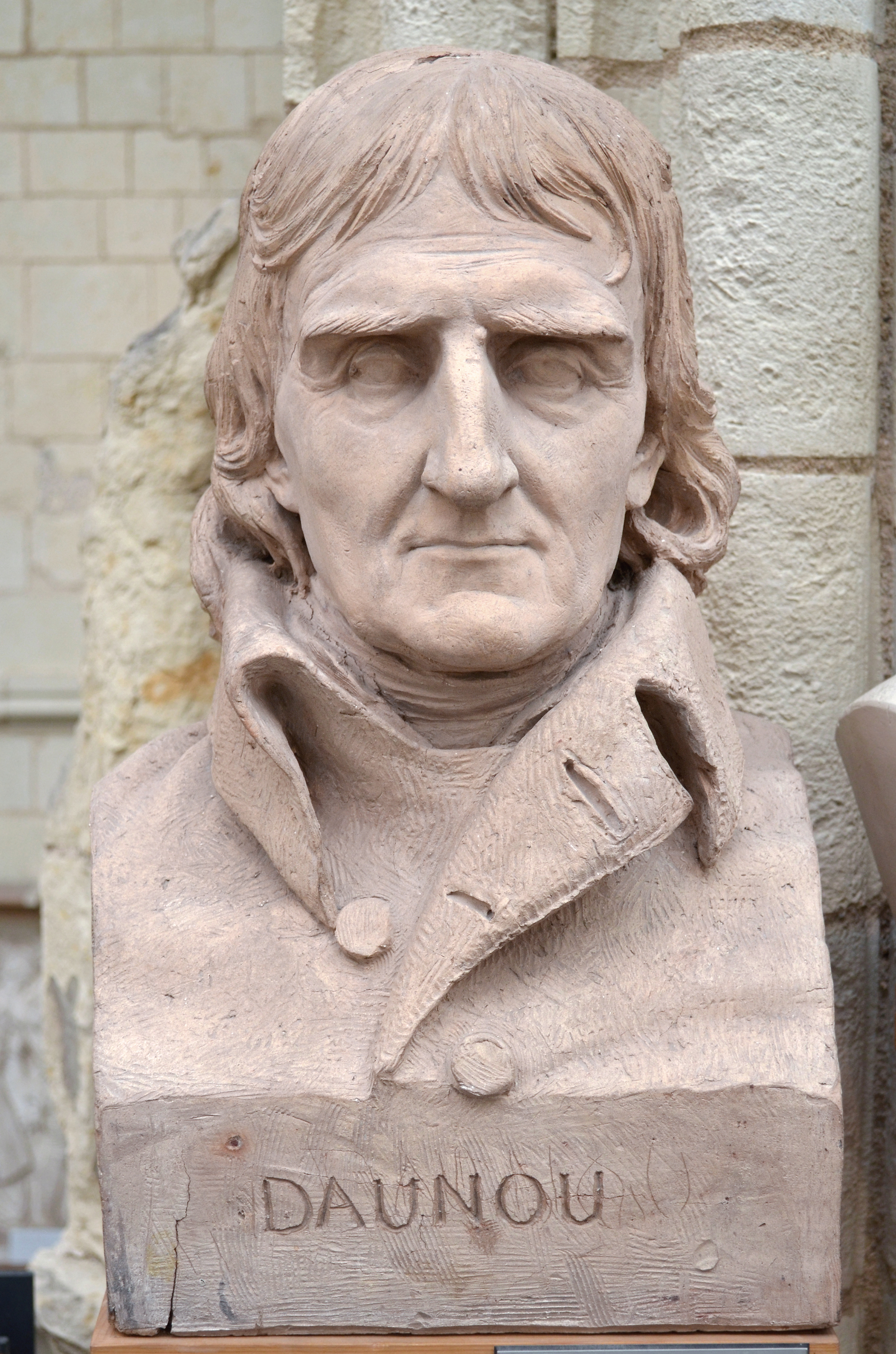
Busto de Pierre Daunou por el escultor David d'Angers (1840).

Daunou dio su nombre a una universidad de su ciudad natal, así como un teatro y una cuadra del segundo distrito de París.
- Daunou era, por Bouillet, « destaca por sus virtudes privadas y públicas. ».
- « Pocos políticos han tenido un menor número de enemigos que Daunou, y pocas carreras literarias eran más útil y cumplidas más dignamente» (Diccionario de los parlamentarios franceses)
- Daunou dio su nombre a una universidad de su ciudad natal, así como un teatro y una calle rue del segundo distrito de París.